# Aeroporto Internacional Maomé V
O Aeroporto Internacional Maomé V (IATA: CMN, ICAO: GMMN) (em francês: Aéroport International Mohammed V; em árabe:  مطار محمد الخامس الدولي; romaniz.: Matar Muhammad al-Khamis ad-Dowaly) é um aeroporto operado pela agência marroquina aeroportuária ONDA. Se localiza na localidade de Nouaceur, um subúrbio situado 25 quilômetros a sul do centro de Casablanca, sendo o aeroporto que suporta mais tráfego aéreo de Marrocos - mais de 5,8 milhões de passageiros passaram através do aeroporto em 2007.
O aeroporto é o hub principal da linha aérea de bandeira marroquina Royal Air Maroc, e da linha aérea Jet4you. O aeroporto tem este nome em honra ao rei Maomé V de Marrocos. Está irmanado com o Aeroporto de Baltimore-Thurgood Marshall e o Aeroporto de Gaza-Yasser Arafat.

## Estatísticas
Ver a consulta original do Wikidata.